# Garrulaxe à tête cendrée
Argya cinereifrons
Espèce
Statut de conservation UICN

 VU B1ab(i,ii,iii,iv,v);C2a(i) : Vulnérable
Le Garrulaxe à tête cendrée (Argya cinereifrons) est une espèce de passereaux de la famille des Leiothrichidae.

## Description
Il a une longue queue, une tête marron et une gorge claire. Il mesure environ 25 centimètres de long.

## Répartition et habitat
Il est endémique au Sri Lanka et vit en groupe d'une dizaine d'individus dans les forêts humides de la région où il se nourrit essentiellement d'insectes et de baies. Il est commun dans le parc national de Kitulgala et dans la réserve forestière de Sinharâja